# Neolithisches Heiligtum von Parța
Das neolithische Heiligtum von Parța (rumänisch Sanctuarul Neolitic de la Parța),  ist ein Gebäude aus dem mittleren Neolithikum, das bei archäologischen Ausgrabungen in der Nähe von Parța im Kreis Timiș, Rumänien gefunden wurde und den Fruchtbarkeitskult um 4.000 v. Chr. zur Zeit der Vinča-Kultur symbolisiert.

## Beschreibung
Das neolithische Heiligtum von Parța besteht aus einem Podium mit Idol und stellt einen komplett restaurierten Altarraum dar.  Das Sanktuar ist auf etwa 4.000 v. Chr. zu datieren und der Vinča-Kultur zuzuordnen. 
Das Heiligtum von Parța ist rechteckig, 11,5 Meter lang und 6 Meter breit und besteht aus zwei Teilen, der Altarkammer und der Opferstelle. Auf dem Altar befinden sich zwei Statuen, eine weibliche Gottheit und ein Stier als Symbol der Fruchtbarkeit. Der Tempel diente auch als Kalender. Genau zur Zeit der Tagundnachtgleiche fiel das Licht durch einen Spalt und beleuchtete den Altar. Im Altarraum wurden auch Gefäße aus Keramik für Opfergaben geborgen. 
Das Sanktuar von Parța ist in Timișoara im  Banater Nationalmuseum, Abteilung für Geschichte und Archäologie ausgestellt. Es ist das wertvollste Ausstellungsstück der gesamten Abteilung. Den Namen verdankt das Heiligtum von Parța dem Fundort.